# Copa da UEFA de 1975–76
A Copa da UEFA de 1975–76 foi a quinta edição da Copa da UEFA, vencida pelo Liverpool F.C. em vitória sobre o Club Brugge no conjunto (3-2 e 1-1). O Liverpool já havia conquistado a Copa da UEFA de 1972-73 e dominava o esporte europeu. Contou com a participação de 64 clubes.

## Primeira fase
| Equipe 1                 | Total  | Equipe 2              | 1.º jogo     | 2.º jogo          |
| ------------------------ | ------ | --------------------- | ------------ | ----------------- |
| MSV Duisburg             | 10–3   | Enosis Neon Paralimni | 7–1 (Report) | 3–2 (Report)      |
| Glentoran FC             | 1–14   | Ajax Amsterdam        | 1–6 (Report) | 0–8 (Report)      |
| Grasshopper Club Zürich  | 4–4(a) | Real Sociedad         | 3–3 (Report) | 1–1 (Report)      |
| PAOK FC                  | 2–6    | Barcelona             | 1–0 (Report) | 1–6 (Report)      |
| AIK                      | 1–2    | Spartak Moscow        | 1–1 (Report) | 0–1 (Report)      |
| R. Antwerp F.C.          | 5–1    | Aston Villa F.C.      | 4–1 (Report) | 1–0 (Report)      |
| FC Bohemians Praha       | 2–3    | Budapest Honvéd FC    | 1–2 (Report) | 1–1 (Report)      |
| FC Carl Zeiss Jena       | 4–0    | Olympique Marseille   | 3–0 (Report) | 1–0 (Report)      |
| FC Universitatea Craiova | 2–4    | Red Star Belgrade     | 1–3 (Report) | 1–1 (Report)      |
| Everton                  | 0–1    | Milan                 | 0–0 (Report) | 0–1 (Report)      |
| Feyenoord Rotterdam      | 1–4    | Ipswich Town F.C.     | 1–2 (Report) | 0–2 (Report)      |
| GAIS                     | 4–5    | Śląsk Wrocław         | 2–1 (Report) | 2–4 (Report)      |
| Hertha BSC Berlin        | 6–2    | HJK Helsinki          | 4–1 (Report) | 2–1 (Report)      |
| Hibernian F.C.           | 2–3    | Liverpool F.C.        | 1–0 (Report) | 1–3 (Report)      |
| Holbæk B&I               | 1–3    | Stal Mielec           | 0–1 (Report) | 1–2 (Report)      |
| 1. FC Köln               | 5–2    | Boldklubben 1903      | 2–0 (Report) | 3–2(aet) (Report) |
| Olympique Lyonnais       | 4–6    | Club Brugge           | 4–3 (Report) | 0–3 (Report)      |
| Molde                    | 1–6    | Öster                 | 1–0 (Report) | 0–6 (Report)      |
| ASA Târgu Mureș          | 3–6    | Dynamo Dresden        | 2–2 (Report) | 1–4 (Report)      |
| Chornomorets Odessa      | 1–3    | Lazio                 | 1–0 (Report) | 0–3(aet) (Report) |
| F.C. Porto               | 10–0   | FC Avenir Beggen      | 7–0 (Report) | 3–0 (Report)      |
| SK Rapid Wien            | 2–3    | Galatasaray           | 1–0 (Report) | 1–3 (Report)      |
| Roma                     | 2–1    | Dunav Ruse            | 2–0 (Report) | 0–1 (Report)      |
| Torpedo Moscow           | 5–2    | Napoli                | 4–1 (Report) | 1–1 (Report)      |
| SK VOEST Linz            | 2–4    | Vasas SC              | 2–0 (Report) | 0–4 (Report)      |
| FK Vojvodina             | 1–3    | AEK Athens F.C.       | 0–0 (Report) | 1–3 (Report)      |
| BSC Young Boys           | 2–4    | Hamburger SV          | 0–0 (Report) | 2–4 (Report)      |
| Athlone Town             | 4–2    | Vålerengen            | 3–1 (Report) | 1–1 (Report)      |
| FK Inter Bratislava      | 8–2    | Real Zaragoza         | 5–0 (Report) | 3–2 (Report)      |
| ÍBK Keflavík             | 0–6    | Dundee United F.C.    | 0–2 (Report) | 0–4 (Report)      |
| Levski-Spartak Sofia     | 7–1    | Eskişehirspor         | 3–0 (Report) | 4–1 (Report)      |
| Sliema Wanderers F.C.    | 2–5    | Sporting CP           | 1–2 (Report) | 1–3 (Report)      |

## Segunda fase
| Equipe 1            | Total  | Equipe 2             | 1.º jogo     | 2.º jogo     |
| ------------------- | ------ | -------------------- | ------------ | ------------ |
| MSV Duisburg        | 4–4(a) | Levski-Spartak Sofia | 3–2 (Report) | 1–2 (Report) |
| Athlone Town        | 0–3    | Milan                | 0–0 (Report) | 0–3 (Report) |
| FC Carl Zeiss Jena  | 1–1(p) | Stal Mielec          | 1–0 (Report) | 0–1 (Report) |
| Dundee United F.C.  | 2–3    | F.C. Porto           | 1–2 (Report) | 1–1 (Report) |
| Galatasaray         | 2–7    | FC Torpedo Moscow    | 2–4 (Report) | 0–3 (Report) |
| Hertha BSC Berlin   | 2–4    | Ajax Amsterdam       | 1–0 (Report) | 1–4 (Report) |
| Budapest Honvéd FC  | 2–3    | Dynamo Dresden       | 2–2 (Report) | 0–1 (Report) |
| FK Inter Bratislava | (a)3–3 | AEK Athens F.C.      | 2–0 (Report) | 1–3 (Report) |
| Ipswich Town F.C.   | 3–4    | Club Brugge          | 3–0 (Report) | 0–4 (Report) |
| Spartak Moscow      | 3–0    | 1. FC Köln           | 2–0 (Report) | 1–0 (Report) |
| Öster               | 1–2    | Roma                 | 1–0 (Report) | 0–2 (Report) |
| Real Sociedad       | 1–9    | Liverpool F.C.       | 1–3 (Report) | 0–6 (Report) |
| Red Star Belgrade   | 1–5    | Hamburger SV         | 1–1 (Report) | 0–4 (Report) |
| Śląsk Wrocław       | 3–2    | R. Antwerp F.C.      | 1–1 (Report) | 2–1 (Report) |
| Vasas SC            | 4–3    | Sporting CP          | 3–1 (Report) | 1–2 (Report) |
| Lazio               | 0–7    | Barcelona            | 0–3 (Report) | 0–4 (Report) |

## Terceira fase
| Equipe 1            | Total  | Equipe 2             | 1.º jogo     | 2.º jogo     |
| ------------------- | ------ | -------------------- | ------------ | ------------ |
| Ajax Amsterdam      | 3–3(p) | Levski-Spartak Sofia | 2–1 (Report) | 1–2 (Report) |
| Barcelona           | 4–1    | Vasas SC             | 3–1 (Report) | 1–0 (Report) |
| Club Brugge         | 2–0    | Roma                 | 1–0 (Report) | 1–0 (Report) |
| Dynamo Dresden      | 4–3    | FC Torpedo Moscow    | 3–0 (Report) | 1–3 (Report) |
| Hamburger SV        | 3–2    | F.C. Porto           | 2–0 (Report) | 1–2 (Report) |
| FK Inter Bratislava | 1–2    | Stal Mielec          | 1–0 (Report) | 0–2 (Report) |
| Śląsk Wrocław       | 1–5    | Liverpool F.C.       | 1–2 (Report) | 0–3 (Report) |
| Milan               | 4–2    | Spartak Moscow       | 4–0 (Report) | 0–2 (Report) |

## Quartas-de-final
| Equipe 1       | Total | Equipe 2             | 1.º jogo     | 2.º jogo     |
| -------------- | ----- | -------------------- | ------------ | ------------ |
| Barcelona      | 8–5   | Levski-Spartak Sofia | 4–0 (Report) | 4–5 (Report) |
| Club Brugge    | 3–2   | Milan                | 2–0 (Report) | 1–2 (Report) |
| Dynamo Dresden | 1–2   | Liverpool F.C.       | 0–0 (Report) | 1–2 (Report) |
| Hamburger SV   | 2–1   | Stal Mielec          | 1–1 (Report) | 1–0 (Report) |

## Semi–finais
| Equipe 1     | Total | Equipe 2       | 1.º jogo | 2.º jogo |
| ------------ | ----- | -------------- | -------- | -------- |
| Barcelona    | 1–2   | Liverpool F.C. | 0–1      | 1–1      |
| Hamburger SV | 1–2   | Club Brugge    | 1–1      | 0–1      |

## Final
| Equipe 1  | Total | Equipe 2    | 1.º jogo | 2.º jogo |
| --------- | ----- | ----------- | -------- | -------- |
| Liverpool | 4–3   | Club Brugge | 3–2      | 1–1      |